# Flughafen Molde-Arø

i7
i11
i13
Der Flughafen Molde-Arø (norwegisch Molde lufthavn, Årø, IATA-Code: MOL, ICAO-Code: ENML) liegt in Årø, einem Vorort der Stadt Molde in Norwegen, am Nordufer des Moldefjords. Der Flughafen bedient die Stadt Molde und das umliegende Gebiet der Fylke Møre og Romsdal. Der Flughafen befindet sich etwa 5 Kilometer (3,1 Meilen) östlich der Stadtmitte von Molde. Er hat eine Landebahn in den Abmessungen 2200 m × 45 m. 2016 hatte der Flughafen etwa 500.000 Passagiere.

## Geschichte

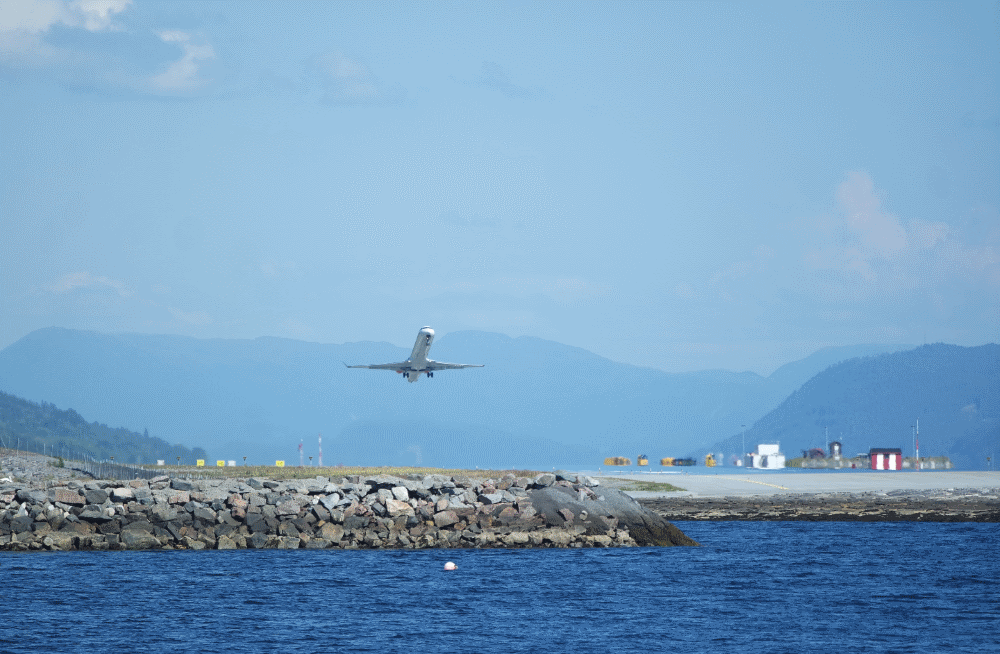
Eine Bombardier CRJ900 der SAS beim Abflug von Molde

Am 2. April 1968 beschloss das Storting den Bau eines Flughafens bei Molde. Der Flughafen wurde 1972 eröffnet und von der örtlichen Kommune betrieben. Aufgrund hoher finanzieller Verluste wird der Flughafen seit 1978 vom norwegischen Staat verwaltet und betrieben. Ein neues Passagier-Terminal eröffnete in den frühen 1990er Jahren. Der Flughafen erhielt 2005 internationalen Status und besitzt seitdem einen Duty-Free Shop im Abflugbereich. 2006 wurden der Terminal-Bereich erweitert und weitere Flugzeug-Stellflächen geschaffen. Gleichzeitig wurden am Flughafen der Brandschutz und -sicherheit erhöht, und 2007 erhielt er eine eigene Betriebsfeuerwehr. Im Sommer 2008 wurde die Start- und Landebahn (ursprünglich 1601 m) von 1980 m auf 2200 m Länge vergrößert.

## Ziele
Von Molde-Arø werden innernorwegische sowie Flüge zu europäischen Zielen angeboten. Charterflüge finden in den Mittelmeerraum, die Türkei und zu den Kanarischen Inseln statt. 

## Weblinks

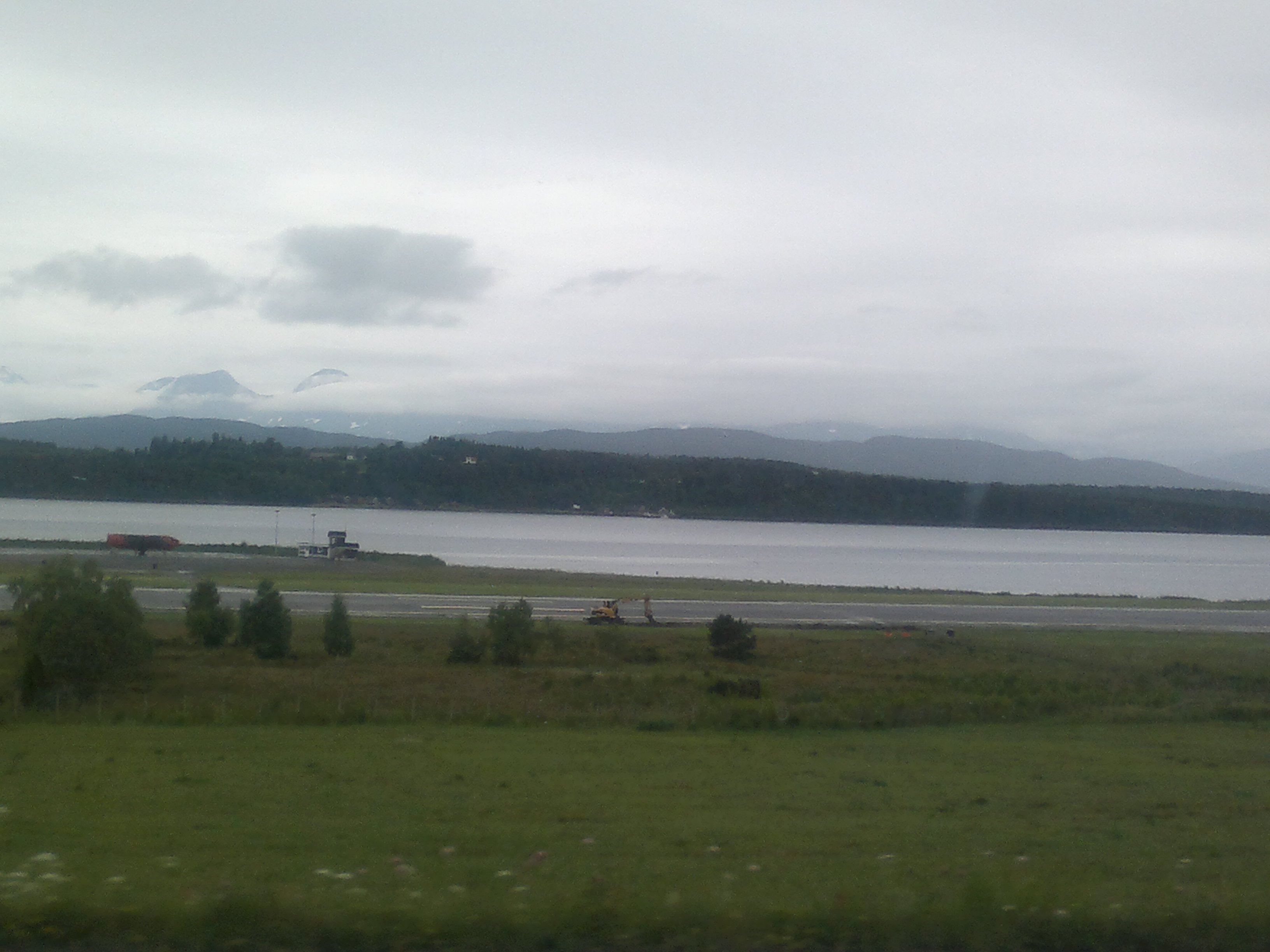
Flughafen Molde-Arø, 2012

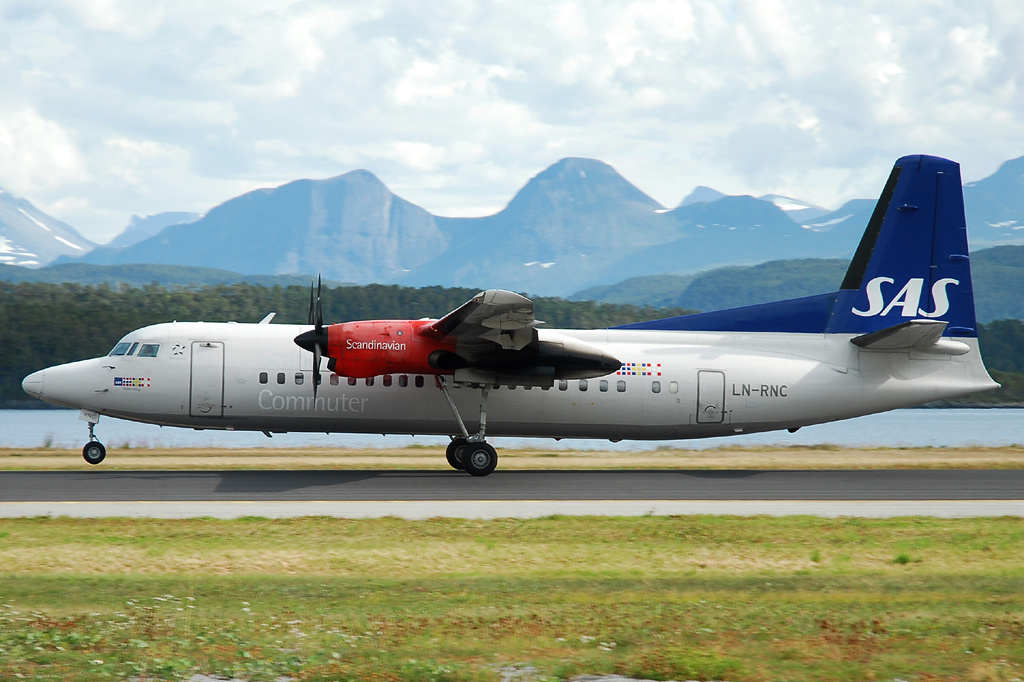
Landung einer Fokker 50 der Fluggesellschaft SAS Commuter, eine Tochter der SAS Scandinavian Airlines auf dem Flughafen Molde-Arø, 2009